# Godzilla – Der Retter der Erde
Godzilla – Der Retter der Erde (Originaltitel: The Godzilla Power Hour) ist eine US-amerikanische Zeichentrickserie aus dem Jahr 1978. Sie entstand als Koproduktion zwischen Hanna-Barbera Productions und Tōhō und ist eine Zeichentrickversion der von Tōhō produzierten Godzilla-Filme. Die Serie umfasst zwei Staffeln mit 26 Episoden und handelt von einem Forscherteam, das Godzilla mittels eines Funksignals jederzeit um Hilfe rufen kann, wenn die Welt oder sie selbst durch Monster in Gefahr geraten. Für die Comedy-Einlagen in der Serie sorgt Godzooky, ein Minigodzilla, der fliegen kann. In Deutschland wurde sie unter anderem im Rahmen der Kinder-Fernsehserie Bim Bam Bino ausgestrahlt.

## Wissenswertes
Godzillas Brüllen stammt von dem Schauspieler Ted Cassidy, bekannt als Butler Lurch aus der Comedy-Serie The Addams Family.

## Veröffentlichung
Godzilla – Der Retter der Erde lief erstmals vom 9. September 1978 bis zum 12. Dezember 1979 auf dem amerikanischen Sender NBC. Mittlerweile ist die erste Staffel aber auch in mehreren Editionen auf DVD erschienen. Jeweils vier Episoden wurden 2006 von Sony Wonder auf einer DVD veröffentlicht. Eine weitere Edition mit fünf Episoden folgte 2007. Sie wurde von Classic Media herausgebracht. 2011 waren bei Netflix 15 Episoden der Serie als Instantstream verfügbar.